# Garikayi Mutambirwa
Garikayi Mutambirwa (ur. 21 czerwca 1978 w New Jersey) – amerykański aktor telewizyjny i filmowy.

## Biogram
Jako sześciolatek przeprowadził się do Genewy w Szwajcarii. Biegle zna język francuski. Do Stanów Zjednoczonych wrócił w wieku osiemnastu lat, by rozpocząć karierę aktorską. Już w 1997 wystąpił w kilku odcinkach serialu animowanego Van-pires jako Snap, a na przestrzeni lat 1999–2001 pojawił się gościnnie w kilku popularnych amerykańskich serialach, m.in. w Jeziorze marzeń (Dawson's Creek), Żarty na bok (That's Life), Aniele Ciemności (Angel) czy Misji w czasie (Seven Days). W 2001 zagrał u boku Snoop Dogga w horrorze Bones, dwa lata później pojawił się z kolei w horrorze Victora Salvy Smakosz 2 (Jeepers Creepers II). Wraz z Michaelem Paré wystąpił w filmie wojennym Uwe Bolla Tunnel Rats (2008), jako Felix pojawił się tego samego roku w sześciu odcinkach serialu The Great L.A. Pretenders, a jako Jason w komedii Eating Out 4: Obóz teatralny (Eating Out: Drama Camp) z 2011.